# 厄尔·佩吉
厄尔·克里斯马斯·格拉夫顿·佩吉爵士，GCMG，CH（英語：Sir Earle Christmas Grafton Page，1880年8月8日—1961年12月20日） 澳大利亚政治家，1929年曾短期担任第11任澳洲总理。他是现今澳大利亚历史上任期第二长的国会议员，长达41年361天。

## 生平
出生于澳大利亚新南威尔士州格拉夫顿，毕业于悉尼男子高校和悉尼大学，1901年获得医学学位。之后在悉尼的皇家阿尔弗雷德亲王医院（Royal Prince Alfred Hospital）工作，1906年与护士Ethel Blunt结为夫妇。
1903年在格拉夫顿参与开办私人诊所，1904年成为当地第一个拥有私家汽车的人。一战期间进入部队任军医官，在埃及服役。
1919年当选澳大利亚议会庫珀选区众议员，1921年成为乡村党领袖，1923年进入斯坦利·布鲁斯内阁任副总理兼财政部长。1929年大选，布鲁斯总理失去议会席位，政府垮台，乡村党成为反对党。1931年工党约瑟夫·莱昂斯与国民党合并为統一澳洲黨，1932年乡村党与統一澳洲黨组阁，佩吉任商务部长。1939年莱昂斯总理突然逝世，总督高里勋爵任命佩吉为看守政府总理。3个星期后，統一澳洲黨选举罗伯特·孟席斯为新领袖并接任总理。
佩吉与莱昂斯关系密切，但与孟席斯不睦。孟席斯任总理后，佩吉退出政府和乡村党。1940年二战期间，佩吉与孟席斯抛弃成见，重返内阁为商务部长。然而两人再次在议会中产生争执，1941年政府垮台。佩吉成为反对党领袖。
1949年孟席斯重新组阁，佩吉任卫生部长。1956年76岁时辞职退休，专任后座议员。1952年接替比利·休斯任议长。
佩吉有四男一女，妻子Ethel Page1958年去世后，1959年7月20日与他的秘书吉恩·托马斯（Jean Thomas）再婚。

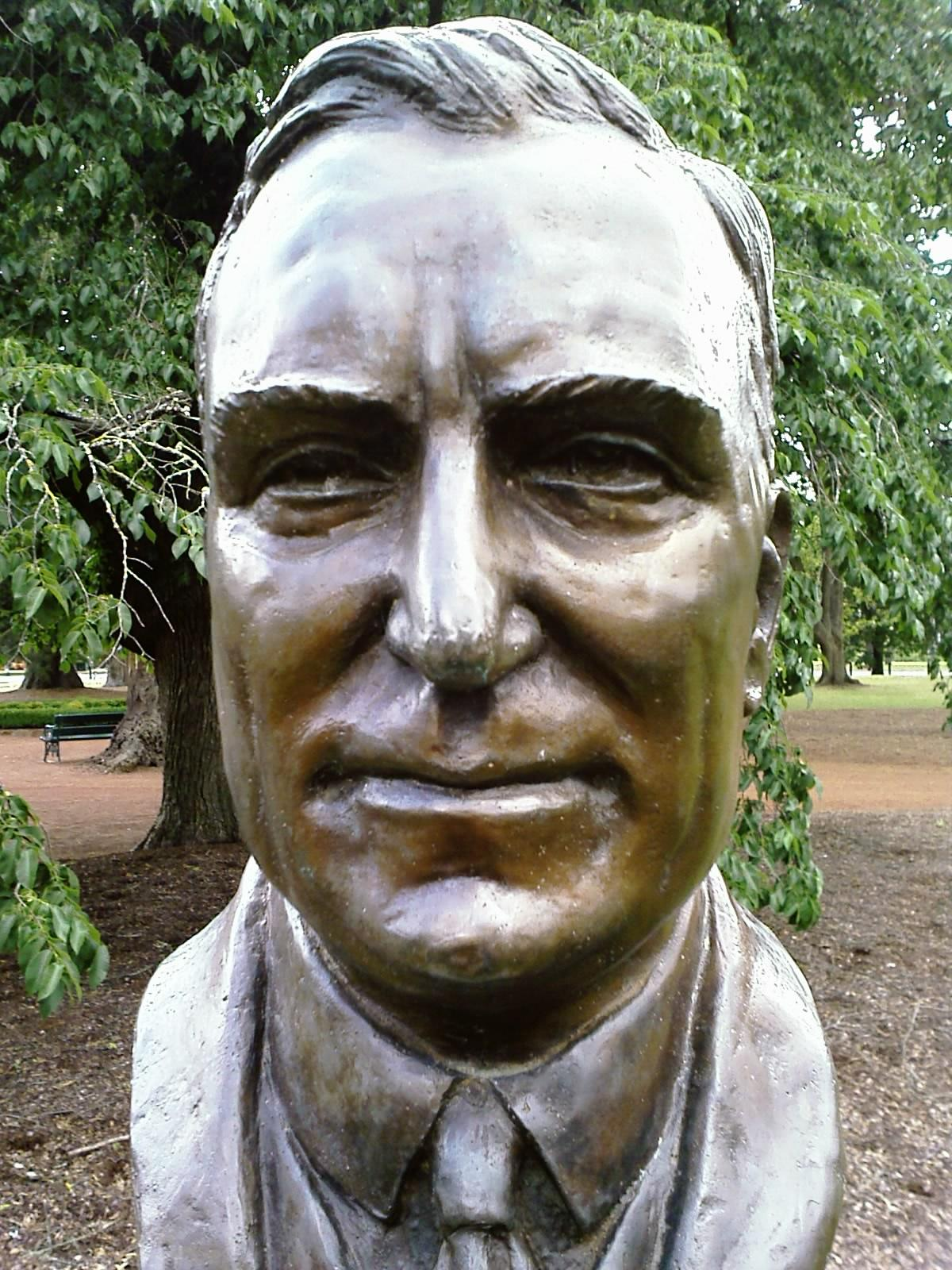
巴拉瑞特植物园总理大道的佩吉半身像

佩吉是澳大利亚新英格兰大学（University of New England）首任校长，该校成立于1954年。
1961年的选举中，佩吉因患重病而失去议会席位，选举后11天的12月20日，他在悉尼皇家阿尔弗雷德亲王医院去世。

## 延伸阅读
- Hughes, Colin A (1976), Mr Prime Minister. Australian Prime Ministers 1901–1972, Oxford University Press, Melbourne, Victoria, Ch.12. ISBN 0-19-550471-2
- In their autobiographies Ann (Mozley) Moyal and Ulrich Ellis wrote of their experience of working with Page.[9]Both had helped Page with his autobiography Truant Surgeon: The Inside Story of Forty Years of Australian Political Life (Angus & Robertson, 1963).